# Absynthe Minded (album)
Absynthe Minded is het vierde, titelloze album van de Gentse band Absynthe Minded. Het werd uitgebracht in 2009.

## Singles
Op 4 mei 2009 werd de single Heaven knows uitgebracht. In Vlaanderen bereikte het nummer de 15e positie in de Ultratip Bubbling Under. De tweede single Envoi kwam uit op 31 augustus 2009. Op 26 september kwam het nummer binnen op #7 in de Ultratop 50 Singles. Op 16 januari 2010 bereikte de single de hoogste positie in deze hitlijst, waar het twee weken bleef staan. Tevens bereikte Envoi de hoogste positie in de Radio 2 Top 30. In Wallonië stond het nummer een week op #26.

## Tracklist
Alle muziek en teksten zijn geschreven door Bert Ostyn. 
| Nr. | Titel                       | Duur |
| --- | --------------------------- | ---- |
| 1.  | If you don't go, I don't go | 3:30 |
| 2.  | Heaven knows                | 3:28 |
| 3.  | Dead on my feet             | 4:55 |
| 4.  | Mercury                     | 4:08 |
| 5.  | Paramount                   | 3:56 |
| 6.  | Multiple choice             | 4:42 |
| 7.  | Moodswing baby              | 3:50 |
| 8.  | Envoi                       | 4:06 |
| 9.  | Fortress €urope             | 3:17 |
| 10. | Papillon                    | 4:43 |
| 11. | Weekend in Bombay           | 4:03 |
| 12. | Oh! The longing             | 4:39 |